# Assemblée législative du Nunavut
Pour les articles homonymes, voir Assemblée législative.
6e législature du Nunavut
Édifice législatif du Nunavut
L'Assemblée législative du Nunavut (en inuktitut : ᒪᓕᒐᓕᐅᕐᕕᐊ ; en inuinnaqtun : Maligaliurvia ; en anglais : Legislative Assembly) est l'organe législatif du territoire canadien du Nunavut. Son siège se trouve à Iqaluit.
L'Assemblée législative fonctionne par un système de gouvernement de consensus et il n'y a donc aucun parti politique. Peu après les élections territoriales, les députés se rencontrent pour choisir parmi eux un cabinet ministériel et un premier ministre. 
Les transcriptions officielles des débats parlementaires sont bilingues, en inuktitut et en anglais.

## Système électoral
L'Assemblée législative est composée de 22 sièges pourvus pour quatre ans au scrutin uninominal majoritaire à un tour dans autant de circonscriptions électorales.

## Députés actuels
Le tableau suivant présente les 22 circonscriptions électorales du territoire ainsi que les députés de la sixième législature de l'Assemblée législative du Nunavut, élue lors des élections générales nunavoises de 2021. Tous sont indépendants.
| Circonscription                       | Député                 | Portfolio                                                                            |
| ------------------------------------- | ---------------------- | ------------------------------------------------------------------------------------ |
| Aggu                                  | Joanna Quassa          | Culture et Patrimoine, Langues, Aînés                                                |
| Aivilik                               | Solomon Malliki        |                                                                                      |
| Amittuq                               | Joelie Kaernerk        |                                                                                      |
| Arviat North-Whale Cove               | John Main              | Santé, Prévention du suicide                                                         |
| Arviat South                          | Joe Savikataaq         |                                                                                      |
| Baker Lake                            | Craig Simailak         |                                                                                      |
| Cambridge Bay                         | Pamela Gross           | Vice-première ministre, Éducation                                                    |
| Gjoa Haven                            | Tony Akoak             | Président de l'Assemblée                                                             |
| Hudson Bay                            | Daniel Qavvik          |                                                                                      |
| Iqaluit-Manirajak                     | Adam Arreak-Lightstone |                                                                                      |
| Iqaluit-Niaqunnguu                    | P. J. Akeeagok         | Premier ministre, Affaires intergouvernemerntales, Affaires autochtones, Immigration |
| Iqaluit-Sinaa                         | Janet Brewster         |                                                                                      |
| Iqaluit-Tasiluk                       | George Hickes          |                                                                                      |
| Kugluktuk                             | Bobby Anavilok         |                                                                                      |
| Netsilik                              | Inagayuk Quqqiaq       |                                                                                      |
| Pangnirtung                           | Margaret Nakashuk      | Services aux familles, Statut de la femme, Itinérance, Réduction de la pauvreté      |
| Quttiktuq                             | David Akeeagok         | Environnement, Justice, Travail, Institutions démocratiques                          |
| Rankin Inlet North-Chesterfield Inlet | Alexander Sammurtok    |                                                                                      |
| Rankin Inlet South                    | Lorne Kusugak          | Leader du gouvernement, Développement économique et Transports                       |
| South Baffin                          | David Joanasie         | Services communautaires et gouvernementaux                                           |
| Tununiq                               | Karen Nutarak          |                                                                                      |
| Uqqummiut                             | Mary Killiktee         |                                                                                      |

## 5elégislature(2013-2017)
Le tableau suivant présente les 22 circonscriptions électorales du territoire ainsi que les députés de la cinquième législature de l'Assemblée législative du Nunavut, élue lors des élections générales nunavoises de 2017. Tous sont indépendants.
| Circonscription                       | Député                    |
| ------------------------------------- | ------------------------- |
| Aggu                                  | Paul Quassa               |
| Aivilik                               | Patterk Netser            |
| Amittuq                               | Joelie Kaernerk           |
| Arviat North-Whale Cove               | John Main                 |
| Arviat South                          | Joe Savikataaq            |
| Baker Lake                            | Craig Simailak            |
| Cambridge Bay                         | Jeannie Ehaloak           |
| Gjoa Haven                            | Tony Akoak                |
| Hudson Bay                            | Allan Rumbolt             |
| Iqaluit-Manirajak                     | Adam Arreak-Lightstone    |
| Iqaluit-Niaqunnguu                    | Pat Angnakak              |
| Iqaluit-Sinaa                         | Elisapee Sheutiapik       |
| Iqaluit-Tasiluk                       | George Hickes             |
| Kugluktuk                             | Calvin Pedersen           |
| Netsilik                              | Emilino Qirngnuq          |
| Pangnirtung                           | Margaret Nakashuk         |
| Quttiktuq                             | David Akeeagok            |
| Rankin Inlet North-Chesterfield Inlet | Cathy Towtongie           |
| Rankin Inlet South                    | Lorne Kusugak             |
| South Baffin                          | David Joanasie            |
| Tununiq                               | David Qajaakuttuk Qamaniq |
| Uqqummiut                             | Pauloosie Keyootak        |